# Людвіново (Великопольське воєводство)
Людвіново (пол. Ludwinowo, нім. Langmeil) — село в Польщі, у гміні Пемпово Гостинського повіту Великопольського воєводства.
Населення — 331 особа (2011).
У 1975-1998 роках село належало до Лешненського воєводства.

## Демографія
Демографічна структура станом на 31 березня 2011 року:
|          | Загалом | Допрацездатний вік | Працездатний вік | Постпрацездатний вік |
| -------- | ------- | ------------------ | ---------------- | -------------------- |
| Чоловіки | 171     | 43                 | 116              | 12                   |
| Жінки    | 160     | 37                 | 95               | 28                   |
| Разом    | 331     | 80                 | 211              | 40                   |

## Відомі особистості
В поселенні народився:
- Мар'ян Орлонь (1932—1990) — польський письменник, прозаїк.